# منعطفة بردية ملحية
منعطفة بردية ملحية (الاسم العلمي: Psychroflexus salarius) هي نوع من البكتيريا، سلبية الغرام، تتبع جنس منعطفة بردية.